# روي غودفري
روي غودفري (بالإنجليزية: Roy Godfrey)‏ هو لاعب اتحاد الرغبي جنوب أفريقي، ولد في 11 أغسطس 1989 في إيست لندن في جنوب أفريقيا.